# Umělecké skupiny německy hovořících výtvarníků z Čech, Moravy a Slezska (1893–1945)
Umělecké skupiny německy hovořících výtvarníků z Čech, Moravy a Slezska (1893–1945) zanikly nejpozději během války nebo v roce 1945 v souvislosti s hromadným vyhnáním německy hovořících spoluobčanů z českých zemí. Židovští umělci, kteří se hlásili k německé národnosti byli nuceni uprchnout před rokem 1939.

## Vymezení pojmu
Jedná se o skupiny, které lze zahrnout do obecnější kategorie německojazyčné kultury na území dnešních Čech, Moravy a Slezska, ve které se prolínaly vlivy českého, německého, rakouského, ale též širšího evropského, zejména francouzského a italského kulturního prostředí.
Obtíže s terminologickým vymezením vyplývají z několika skutečností. Důsledné oddělení institucí na národnostním principu koncem 19. století (Univerzita, Akademie, Krasoumná jednota) se po vzniku Československa roku 1918 změnilo v neprospěch německy hovořící části obyvatelstva. Praha se stala kosmopolitní, německé jádro Brna prošlo radikální proměnou. Převaha německy hovořícího obyvatelstva přetrvávala v Sudetech (Sudetenland), Německých Čechách (Deutschböhmen), na Německé Jižní Moravě (Deutsch-Südmähren), v Šumavské župě (Böhmerwaldgau) a oddělených ostrovech a výběžcích jako bylo Hřebečsko (Schönhengstgau). V těchto regionálních centrech vznikalo „německočeské umění“ a regionální německo-české spolky výtvarníků. Z hlediska územního členění je tento pojem nepřesný, protože zahrnuje i německo-moravské (deutschmährich) a německo-slezské (deutschschlesisch) umělce.. Výjimkou je Metznerbund, který měl ambici stát se nejdůležitějším uměleckým uskupením českých Němců a měl své regionální pobočky.
Z národnostního hlediska pojem nerozlišuje v českých zemích narozené nebo žijící Rakušany, Němce nebo německy mluvící obyvatele židovského původu.
Mezi členy spolků zahrnuje i ty umělce, kteří se na tomto území narodili a později působili v zahraničí nebo výtvarníky narozené v okolních německojazyčných zemích (Německo, Rakousko..), kteří se účastnili společných výstav.

## Historické souvislosti
Podle Janištinové, představuje meziválečné německé malířství v Čechách dosti uzavřenou nebo dokonce izolovanou enklávu, která se snažila o udržení německé kulturní svébytnosti. Umělecky se německá tradice projevovala v oblibě historismů odvozovaných z naturalistického stylu německé pozdní gotiky, symbolů, ve spiritualizaci námětů a ideologizaci. Vymezení vůči akademismu a antiklasicismus se spíše než moderní formou projevovalo expresivitou, psychologizací, nadsázkou a zálibou ve fantasknu.
Do dění na umělecké scéně negativně zasáhla hospodářská krize počátkem 30. let, obavy z politického vývoje v Německu a Mnichovská dohoda v roce 1938.
V roce 1930 bylo v Praze shromáždění všech německočeských spolků a pod tlakem hospodářské krize byl v roce 1931 po německém vzoru založen Říšský svaz německých výtvarných umělců v České republice (Reichsverband deutscher bildender Künstler in der Tschechoslowakischen Republik). Jeho posláním byla finanční podpora a důchodové zabezpečení umělců. Poté, co Reichsverband podlehl roku 1935 vlivu nacionálně-socialistické politiky, vystoupily z něj Metznerbund, Prager Secession a Verband deutscher Graphiker.
Praha se ve 30. letech stala významným intelektuálním a uměleckým centrem, kde po roce 1933 dále vycházely v Německu a Rakousku zakázané časopisy a nalezla zde azyl část levicově orientovaných umělců.
Metznerbund někteří členové opustili, ale spolek byl činný i za války a podílel se na kulturní a umělecké propagandě v duchu národně-socialistického umění.

## Seznam spolků podle místa a data založení

### Čechy
- Verein deutscher bildender Künstler in Böhmen (Spolek německých výtvarných umělců v Čechách) (1893–?)
- Deutschböhmischer Künstlerbund (Německočeský umělecký svaz) (1908–?)
- Metznerbund (1920–1944)
- Die Pilger (Poutníci) (1920–1923)
- Oktobergruppe (1922–1927)
- Verein deutscher Malerinnen Prag (pražská pobočka Spolku německých umělkyň)(1921–1937)
- Junge Kunst (1927–1928)
- Prager Secession (1928–1937)
- Oskar Kokoshka-Bund (1937–1938)

### Morava
- Mährischer Kunstverein (Moravský umělecký spolek), (1882–1944) – obdoba české Krasoumné jednoty zahrnoval:
- Vereinigung deutsch-mährischer bildender Künstler (Sdružení německo-moravských výtvarných umělců na Moravě) (1909–1914)
- Gesellschaft der Kunstfreunde in Olmütz (Společnost přátel umění v Olomouci)
- Mährischer Künstlerbund (Moravský svaz umělců) (1913–1918)
- Vereinigung deutsch-mährischer bildender Künstler Mährens und Schlesiens (Sdružení německo-moravských výtvarných umělců na Moravě a ve Slezsku) (1914–1921)
- Die Juryfreien (Bez komise), Brno (1919–1923)
- Künstlerbund Mährische „Scholle“ (1921–1922), později jako:
- Vereinigung deutscher bildender Künstler Mährens und Schlesiens “Scholle” (1922–1937)

### Slezsko a Ostravsko
- Kunstring (Kruh umění, Moravská Ostrava) (1925–1939, oficiálně až 1945)
- Vereinigung bildender Künstler Schlesiens (Společenství výtvarných umělců Slezska) (
- Vereinigung bildender Künstler Schlesiens Troppau (Společenství výtvarných umělců Slezska v Opavě) (1919–?)
- Freie Vereinigung bildender Künstler Schlesiens (Volné společenství výtvarných umělců ve Slezsku) (1926–1943?)

### Místní sdružení
- Künstlerbund Niederland Šluknovský výběžek (1920–1930) později s novým názvem
- Gaubildungsverband Niederland (Župní vzdělávací svaz Nizozemska) (1930–?)
- Thomabund, Vereinigung deutscher Kunstfreunde in Böhmisch Kamnitz (Thomabund, sdružení německých přátel umění v České Kamenici) (?-1930)
- Die Woge Liberec (Vlna) (1924)
- Die Gemainschaft, Verband der Kunstfreunde Ústí nad Labem (Společenství, Svaz přátel umění) (1921), pravděp. předchůdcem
- Verein für Kunstpflege (Umělecký okrašlovací spolek)
- Ring – verband akademischer Graphiker Ústí nad Labem (Kruh – Svaz akademických grafiků) (1928–?)
- Olsabund Těšín (Svaz Olše) (?)
- Mai-gruppe, Karlovy Vary (Skupina Květen) (?)